# Юнія Сілана
Ю́нія Сіла́на (*Iunia Silana, бл. 15 —59) — давньоримська матрона, учасниця численних інтриг за часів імператорів Клавдія та Нерона.

## Життєпис
Походила зі знатного роду Юніїв. Донька Марка Юнія Сілана, консула-суфекта 15 року. Відома своєю красою і численними любовними зв'язками. Замолоду близько товаришувала з Агріппіною Молодшою. Була одружена з Гаєм Сілієм, проте в 47 році імператриця Мессаліна, що закохалася в Сілія, змусила його розірвати цей шлюб.
Після цього Юлія Сілана збиралася вийти заміж за Тіта Секстія Африкана, проте заручини зірвала Агріппіна Молодша, яка не бажала, щоб Африкан успадкував від дружини величезний статок. Через це Сілана затамувала образу на подругу. У 55 році вона скористалася конфліктом між імператором Нероном й Агріппіною та звинуватила останню в підготовці заколоту задля повалення Нерона. Довести звинувачення Юнії Сілані не вдалося, і вона була заслана за межі Італії (куди точно невідомо).
Проте незабаром, коли вплив Агріппіни на Нерона зменшився, Сілана змогла повернутися до Італії, оселившись у Таренті. Тут вона померла своєю смертю приблизно у 59 році.
За думку деяких вчених стала прообразом Трифени — героїні «Сатирикону» Петронія Арбітра.